# Langisjór
Il lago Langisjór (in islandese significa lago lungo) si trova sugli Altopiani d'Islanda, nella regione meridionale di Suðurland, al confine sud-est del ghiacciaio Vatnajökull, all'interno del Parco nazionale Skaftafell.
Sul lato est si innalzano i cosiddetti monti verdi di Fögrufjöll.
Verso la fine degli anni novanta il governo islandese ha in progetto la realizzazione di una diga per la realizzazione di energia idroelettrica, che sta suscitando perplessità fra gli ambientalisti: il lago dovrà così ricevere i corsi d'acqua deviati dai fiumi Skaftà e Tungnaá (creati in seguito all'esplosione del ghiacciaio Skaftafellsjökull), modificando di molto il proprio bacino naturale.